# Юанська драма

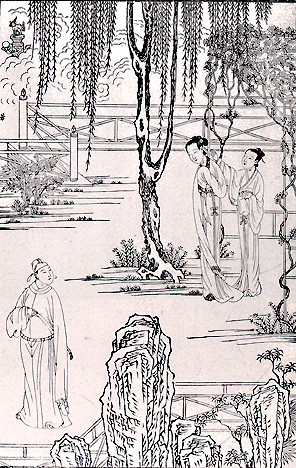
Сцена з юанської драми

Юанська драма (юаньцюй) (杂剧)— традиційне визначення китайської класичної драматургії XIII–XIV ст., походить від назви династії монгольських імператорів Юань.

## Історія
Зародилася в містах північного Китаю, який перебував на початку XIII ст. під владою чжурчженів, а потім монголів. Після завоювання монголами південного Китаю у 1279 році центр Юанської драми перемістився з Ханбалика (монгольська назва сучасного Пекіна) до Ханчжоу.

## Зміст

### Цзацзюй
До Юанської драми відносять п'єси в жанрі цзацзюй. Це у перекладі змішані вистави, були різновидом китайської музичної драми. У X–XII ст. назву цзацзюй носили короткі театральні вистави переважно фарсового характеру, проте їх тексти не збереглися. Власне цзацзюй виникли в першій половині XIII ст Для цзацзюй характерне чергування прозаїчних діалогів з поетичними аріями в жанрі цюй. 10—15 арій, об'єднаних наскрізною римою, складають цикл (таошу), який разом з пов'язаними з ним діалогами утворює акт (чже).
Цзацзюй зазвичай складається з 4 актів, але є п'єси, куди входили декілька частин по 4 акта кожна. На початку п'єси або між актами може додаватися інтермедія (сецзи, тоюто клин) з 1—2 аріями. Арії були на кшталт ліричного коментаря до сюжету п'єси, який розкривався головним чином через діалог. У межах одного акту або навіть всієї п'єси може співати лише один персонаж: чоловічий (чженмо) чи жіночий (чжендань) . Інші персонажі лише ведуть діалог, в який іноді внесені віршовані й пісенні фрагменти.
Мова цзацзюй близька до розмовної. Діалоги відомі здебільшого в пізніших (XV XVII ст.) редакціях.

### Особливості юанської драми
Виконувалася у міських балаганах, також бродячими трупами в селах. Поєднуючи діалоги, поетичниі арії та декламації віршованої вставки, юанська драма продовжувала традиції «високої» поезії, народної пісні, міських оповідок та фарсових сценок. Її прозаїчні діалоги були зрозумілі пересічному городянину, поетичні арії задовольняли витонченим смакам освічених станів.
Майже всі сюжети Ю. д. запозичені з історичних і літературних джерел, народних оповідей, легенд. Дія зазвичай віднесено до інших історичних епох. Герої драм персоніфікують узагальнені морально-оціальні категорії, але зустрічаються також спроби індивідуалізації та психологізації образів. Фінали переважно були позитивними.
У жанрово—тематичному відношенні Юанська драма включає: історичні трагедії і драми (наприклад, «Дощ у платанах» Бо Пу), соціальні та побутові драми і комедії, п'єси про повстанців і про розслідування злочинів («Образа Доу Е» Ґуань Ханьцина), любовні комедії («Західний флігель» Ван Шифу), драми на даоські та буддійські сюжети (« Скажений Жень» Ма Чжіюаня) й п'єси-казки («Лю І передає листа» Шан Чжунсяня) .

## П'єси
Відомі назви більше 700 драм, з яких брало збереглися близько 160. Встановлено авторство 100 п'єс. Відомості про життя драматургів майже не збереглися. Вони переважно не займали офіційних постів і об'єднувалися у літературні цехи — «книжкові товариства».
Найвідомішими є юанські драматурги Ґуань Ханьцін, Бо Пу , Ма Чжиюань, Ван Шифу, Чжен Ґуанцзу.

## Значення
Юанська драма мала значний вплив на розвиток пізніших жанрів китайської драматургії, насамперед, чуаньци та цзінсі.